# Charles Taze Russell
Charles Taze Russell (født 16. februar 1852, Allegany, død 31. oktober 1916, Pampa) var en amerikansk missionær fra Pittsburgh i Pennsylvania, der stiftede Bibelstudie-bevægelsen, som i 1931 tog navnet "Jehovas vidner".

## Baggrund
Charles Taze Russell var anden søn af Joseph L. Russell og Ann Eliza Birney, som begge var presbyterianere af skotsk-irsk afstamning.
Han blev født i Pennsylvania i USA og gennemgik i sine ungdomsår en religiøs krise. Adventismen fik ham til at genvinde troen på Biblen, men senere skrev han sine egne fortolkninger af Biblen, som han mente var de sande fortolkninger.

## Religiøst virke
Russell er skaber af Photo Drama of Creation og forfatter til Studien i Skrifterne (seks bind) og mange andre bøger.
Fra juli 1879 begyndte han at udgive Zion’s Watch Tower and Herald of Christ’s Presence (dansk: Zions Vagt-Taarn og Forkynder af Kristi Nærværelse), der stadig bliver udgivet som Vagttårnet - Forkynder af Jehovas Rige. 
Han blev gift den 3. marts 1879 med Maria Frances Ackley (1850 – 1938).
Han grundlagde en organiseret Bibelstudie-bevægelse (The International Bible Student Association) og stiftede Vagttårnets Bibel- og Traktatselskab (Engelsk: "Watch Tower Bible and Tract Society") den 16. februar 1881. I 1884 blev han selskabets første præsident efter det blev registreret officielt. 
Efter Russells død i 1916 i Texas i USA tog en del af forskellige årsager afstand fra bibelstudenterne, nogle fordi de fulgte Russel frem for organisationen. Hans efterfølger som præsident var Joseph Franklin Rutherford .
Bibelstudenterne (Bible Students), som de kaldte sig, antog i 1931 navnet Jehovas vidner (Jehovah's Witnesses). 

## Kontroverser

### Charles Taze Russells mirakelhvede
Omkring 1910 begyndte Charles Taze Russell at videresælge en "mirakelhvede" til stærkt forhøjet pris i forhold til almindelig hvede. Hveden blev oprindeligt solgt af den påståede opdager K.B. Stoner. Russell og Stoner påstod begge, at hveden havde en særlig kraft. Den amerikanske regering foretog en undersøgelse af hveden, som påviste, at hveden var af dårlig kvalitet. Fra 1911 til 1913 rettede avisen The Brooklyn Daily Eagle kritik mod Russells salg af mirakelhvede og påpegede svindlen, og påstod at Russell blot var ude på at tjene penge. Russell lagde sag an mod avisen. Inden retssagen udtalte den, at den ved at vinde retssagen kunne bevise, at Russell og hans sekt ikke var andet end en pengemaskine. Avisen vandt retssagen over Russell. De efterfølgende fortegnelser viste, at pengene ikke gik til Russell selv, men til missionsarbejde inden for Vagttårnsselskabet.   

## Hans værker
Dette er en del af hans værker og produktioner:
- The Object and Manner of Our Lord's Return (dansk: Hensigten med og måden for Herrens genkomst)
- Three Worlds, and the Harvest of This World (dansk: De tre verdener og denne verdens høst)[7]
- Tabernacle Shadows of the "Better Sacrifices"
- The Divine Plan Of The Ages
- The Time Is At Hand
- Thy Kingdom Come
- The Battle Of Armageddon
- The At-One-Ment Between God and Man
- The New Creation
- The Finished Mystery
- The Photodrama Of Creation (Bog og film)
- Zion’s Watch Tower and Herald of Christ’s Presence (dansk: Zions Vagt-Taarn og Forkynder af Kristi Nærværelse)